# Trung tâm Hội nghị Quốc gia Vương hậu Sirikit
Queen Sirikit National Convention Center (QSNCC) (tiếng Thái: ศูนย์การประชุมแห่งชาติสิริกิติ์; tiếng Việt: Trung tâm Hội nghị Quốc gia Vương hậu Sirikit) hoặc còn được gọi là Queen Sirikit Convention Center, là một trung tâm hội nghị và triển lãm tại Băng Cốc, Thái Lan. Trung tâm này được coi là tài sản công theo Cục Kho bạc của Bộ Tài chính Thái Lan.  Tuy nhiên, nó được quản lý bởi N.C.C. Management & Development Co., Ltd., một công ty tư nhân, từ khi mở cửa vào năm 1991. QSNCC được xây dựng để tổ chức sự kiện, đặc biệt hội nghị triển lãm và nhiều sự kiện quốc tế khác. QSNCC còn có một hội trường lớn, hội trường kiểu nhà hát, với sức chứa 6.000 người. Nó được liên kết với Ga Trung tâm Hội nghị Quốc gia Vương hậu Sirikit MRT thuộc MRT Tuyến xanh dương.

## Sự kiện
- Hội nghị thường niên của Hội đồng Thống đốc Nhóm Ngân hàng Thế giới (WBG) và Quỹ Tiền tệ Quốc tế (IMF) lần thứ 46
- Triển lãm Thủy sản Châu Á lần thứ 1
- Hoa hậu Hoàn vũ 1992
- APEC Thailand 2003
- APEC Thailand 2022
- Hội sách quốc gia thường niên
- Thailand Game Show

## Hình ảnh

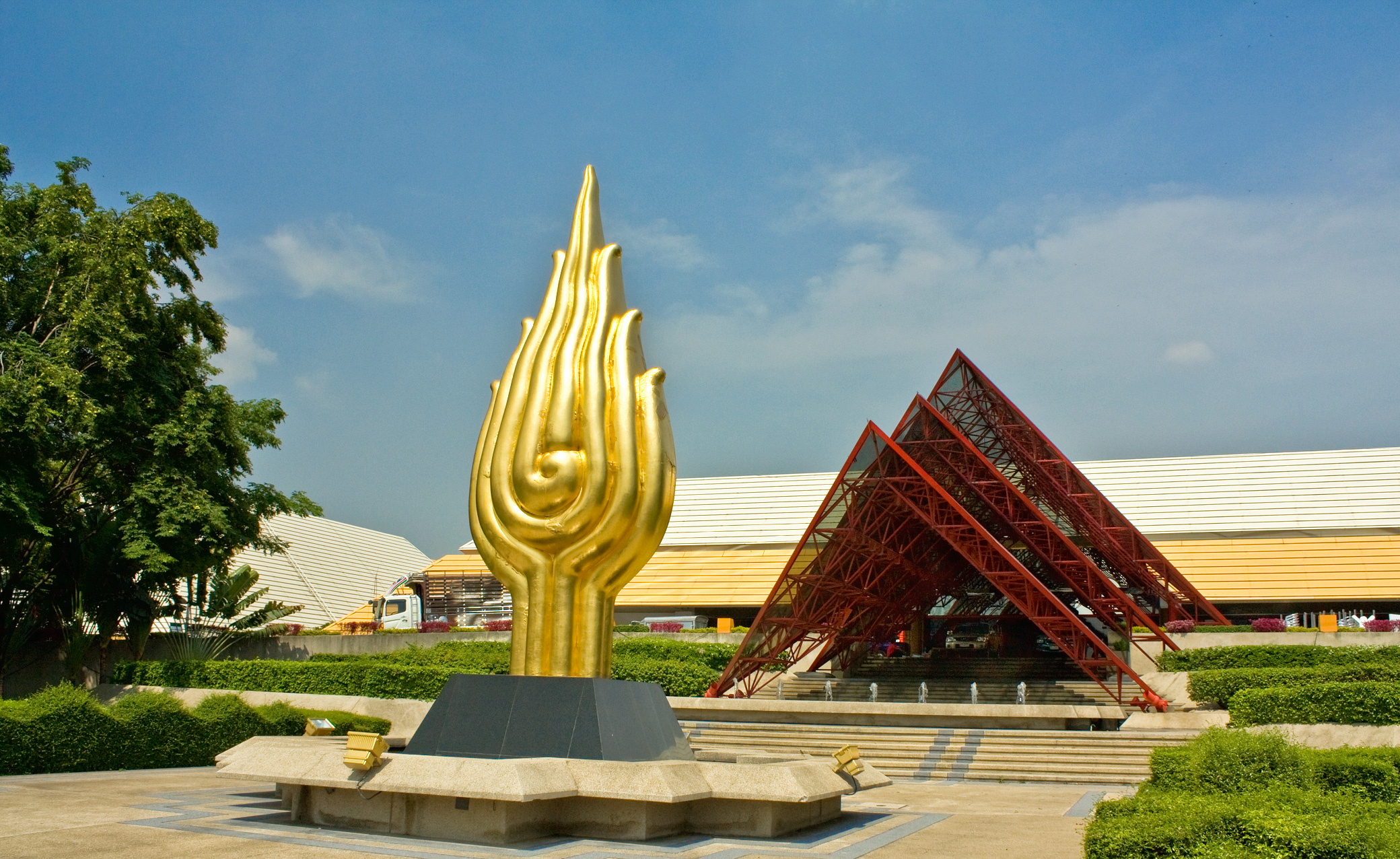
Queen Sirikit National Convention Center trước khi cải tạo năm 2019
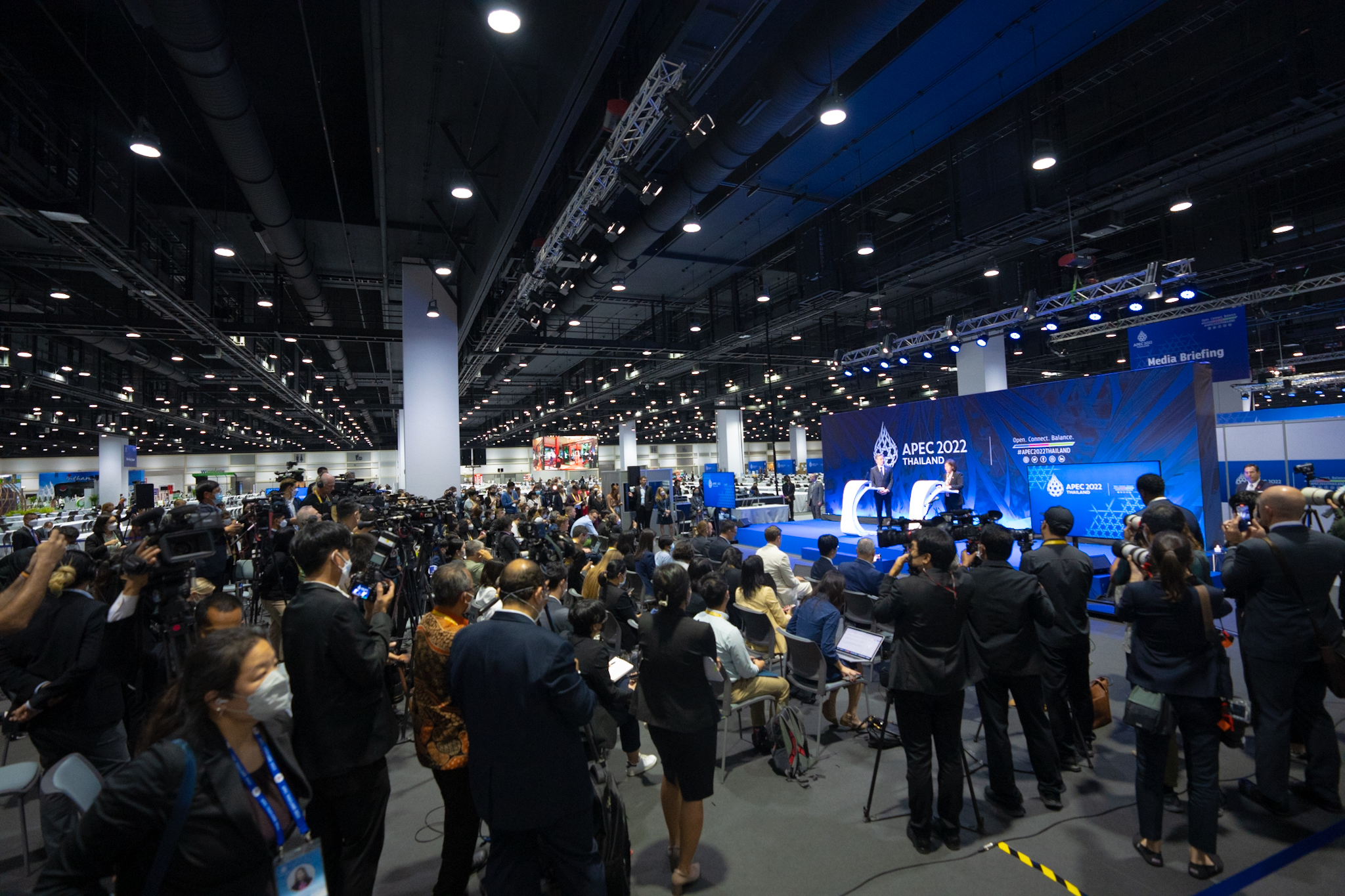
QSNCC tổ chức APEC 2022
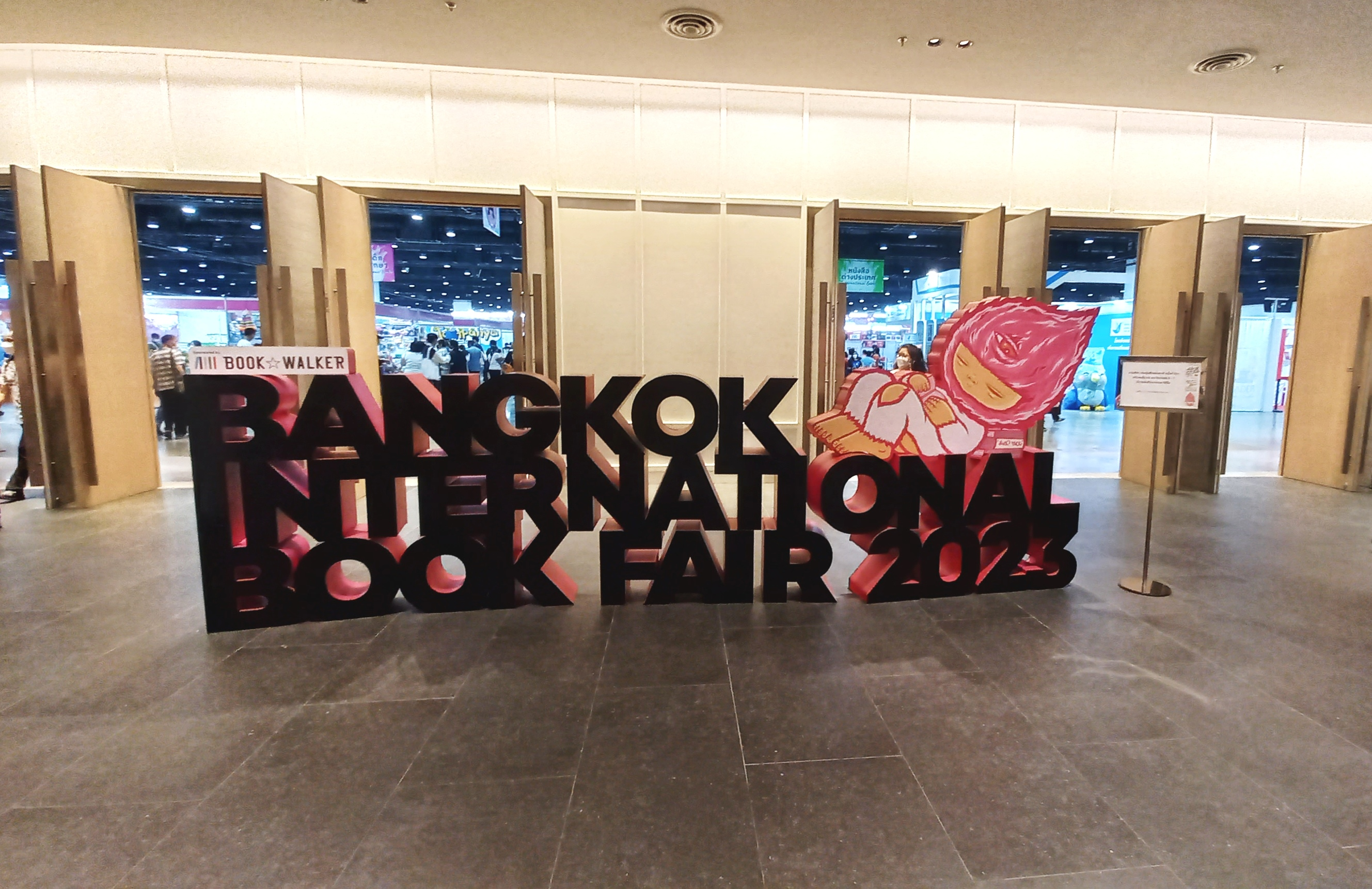
QSNCC tổ chức Bangkok International Book Fair 2023